# Imzadi II: Trojúhelník
Imzadi II: Trojúhelník je název knihy, která patří k literatuře žánru science-fiction z fiktivního světa Star Trek. Svými postavami i dějem náleží volně k televiznímu seriálu Star Trek: Nová generace. Originál knihy, z něhož byl pořízen český překlad, má anglický název Triangle: Imzadi II (tedy Trojúhelník) a pochází z roku 1998. Napsal ji americký autor Peter David jako pokračování knihy Imzadi.

## Předmluva
V úvodu knihy autor zdůvodňuje, proč a za jakých okolností napsal pokračování úspěšné knihy Imzadi o vztahu komandéra Williama Rikera a Deanny Troi.

## Obsah
Obecně ve všech příbězích ST NG je kosmická loď Enterprise cestující vesmírem v 24. století. Na její palubě žije tisíc lidí. Kapitánem lodi je Jean-Luc Picard, pomáhají mu na velitelském můstku první důstojník William Riker, android Dat, lodní poradkyně Deanna Troi, slepý poručík šéfinženýr Geordi La Forge, šéf bezpečnosti Worf z Klingonu.
V tomto příběhu je další důležitou postavou Tim Riker, dvojník Williama z posunutého času.
První důležitou osou příběhu je proces zasnubování Worfa s Deannou Troi, v pozadí je zamilovanost předchozího a neukončeného vztahu Deanny s Williamem. Děj se odehrává povětšinou na planetě Betazoidů, zčásti na vězeňské planetě Lazon II i na další planetě Lintaru IV. Doprovodnými postavami jsou syn Worfa Alexandr, matka Deanny Betazoidka Lwaxana, agresivní velitelé z civilizací Klingonů, Romulanů a  a Cardassianů a krátce se ve finále objevuje i měňavec Odo, bezpečnostní důstojník ze stanice Deep Space Nine. Druhou osou příběhu jsou intriky a šarvátky mezi civilizacemi, prvotní zrada Tima Rikera, zmařený pokus Romulanů o vyhlazení všech Klingonů ničivým virem. V knize je také popsán zánik lodě  Enterprise 1701-D.
Příběh končí poznáním Worfa, že vztah s Deannou musí ukončit pro přílišnou rozdílnost obou ras. Odchází tedy meditovat a ponechává  u Deanny Rikera.

## Doplňky českého vydání
V závěru je několik samostatných kapitol, o autorovi, o obou dílech Imzadi, a také celostránková podrobná prezentace českého sci-fi klubu CZ Kontinuum Star Trek fan klub.

## České vydání knihy
Do češtiny knihu přeložil Radim Rouče a vydalo ji roku 2007 nakladatelství Laser-books z Plzně . Oproti knižní řadě Star Trek Nová generace kniha vyšla jako brožovaná ve větším formátu s tmavou obálkou, na titulní straně mimo titulek a doplněná portréty Deanny a Worfa. V edici SF Laseru je svazkem č.179.